# Dehl Berti
Dehl Franke Berti, właśc. Edward Eugene Bertie (ur. 17 stycznia 1921 w Pueblo, zm. 26 listopada 1991 w Los Angeles) – amerykański aktor charakterystyczny, który sam identyfikował się jako pochodzący z plemienia Apaczy Chiricahua i często pojawiał się w westernach. Odtwórca roli Johna Taylora – indiańskiego szamana i przyjaciela rodziny w serialu CBS Paradise, znaczy raj (1988–1991).

## Życiorys
Urodził się w Pueblo w stanie Kolorado jako syn Cecilii L Uhernik i Thomasa Harolda „Tony’ego” Bertiego. Miał trzech braci – Richarda Lloyda, Thomasa Harolda „Toma” i Johna Patricka oraz siostrę Alice May.
W 1943 po raz pierwszy wystąpił na Broadwayu jako Eddie Talmo w sztuce Nokturn Manhattanu w reż. Stelli Adler. Powrócił na Broadway w przedstawieniach: Dziękuję, swobodo (1944) jako szeregowiec Langheld, Hickory Stick (1944) w rolo Joe Pessolano, Silni są samotni (1953) jako wódz Indian Barrigua i Ryszard III (1953) z José Ferrerem w roli tytułowej.
Debiutował na małym ekranie w roli Tony’ego Grimesa w jednym z odcinków serialu Wielka historia (The Big Story, 1949) – pt. „John Ellert z Evansville w stanie Indiana”. W ciągu swojej ponad czterdziestoletniej kariery wystąpił w blisko dziewięćdziesięciu produkcjach, zrealizowanych przede wszystkim na potrzeby telewizji. Odtwarzał głównie drugoplanowe role Indian.
Był trzykrotnie żonaty. W 1944 ożenił się z Frances Cummins Collins, z którą miał dwóch synów – Sanha i Thanego. 15 marca 1962 doszło do rozwodu. W latach 1965–1969 był żonaty z turecką aktorką, Zerrin Arbaş. Mieli córkę Deryę (ur. 17 czerwca 1968, zm. 22 października 2003 na atak serca). W lipcu 1974 zawarł związek małżeński z Lynette Clarke, z którą się rozwiódł w październiku 1980.
Zmarł 26 listopada 1991 w Los Angeles na zawał serca w wieku 70 lat.

## Filmografia

### Filmy
- 1956: Dziesięcioro przykazań (The Ten Commandments) jako służący faraona / Asystent architekta (niewymieniony w czołówce)
- 1974: Samotna siódemka (Seven Alone) jako Biały Łoś
- 1985: Inwazja na USA (Invasion U.S.A.) jako John Eagle
- 1986: Tyrani (Bullies) jako Will Wrona
- 1987: Stało się w lagunie (Laguna Heat, TV) jako Azul Mercante

### Seriale
- 1962: Nietykalni (The Untouchables) jako Pan Temple (1 odcinek)
- 1962: Strzały w Dodge City (Gunsmoke) jako Waco (1 odcinek)
- 1966: Mission: Impossible jako młody zoolog (1 odcinek)
- 1968: Mission: Impossible jako Makar (1 odcinek)
- 1972: Bonanza jako Ritter (1 odcinek)
- 1983–1984: The Edge of Night jako Biały Łoś (20 odcinków)
- 1984: Autostrada do nieba (Highway to Heaven) jako Sidney Eagle (1 odcinek)
- 1988: Szczeniak zwany Scooby Doo (A Pup Named Scooby-Doo) jako (głos) (wybrane odcinki)
- 1988–1991: Paradise znaczy raj (Paradise) jako John Taylor
- 1990: Byle do dzwonka (Saved by the Bell) jako wódz Henry (1 odcinek)